# Rachele Barbieri
Rachele Barbieri (Pavullo nel Frignano, 21 de fevereiro de 1997) é uma desportista italiana que compete no ciclismo na modalidade de pista. Ganhou uma medalha de ouro no Campeonato Mundial de Ciclismo em Pista de 2017, na prova de scratch.

## Medalheiro internacional
| Campeonato Mundial | Campeonato Mundial | Campeonato Mundial | Campeonato Mundial |
| Ano                | Lugar              | Medalha            | Competição         |
| ------------------ | ------------------ | ------------------ | ------------------ |
| 2017               | Hong Kong ( China) | Medalha de ouro    | Scratch            |